# Vin, kvinnor och sång
Vin, kvinnor och sång är en retorisk kliché och triad (uttrycket har tre element) som existerat länge i flera olika språk, till exempel:
- Danska "Vin, kvinder og sang" (Vin, kvinnor och sång)
- Danska "Øl, fisse og hornmusik" (Öl, fitta och hornmusik)
- Danska "Tjald og lal og lir" (Braj, lösaktighet och kåthet)
- Engelska "Sex drugs and rock and roll" (Sex, droger och Rock and Roll)
- Finska "Viini, laulu ja naisia" (Vin, sång och kvinnor)
- Tyska "Wein, Weib und Gesang" (Vin, kvinnor och sång)
- Turkiska "At, Avrat, Silah" (Häst, kvinnor, skjutvapen)
- Urdu "Kabab, Sharab aur Shabab" (Kött, vin och kvinnor/skönhet)
- Bengali/Hindi/Sanskrit - "Sur, Sura, Sundari" (Musik, vin och kvinna)

Det finns även tetrader med fyra element, till exempel på Persiska:
- "دویار زیرک و از باده کهن دو منی فراغتی و کتابی و گوشه چمنی" en populär rubaiyyat av Omar Khayyám: "Två kloka vänner, två flaskor årgångsvin, en poesibok, och ett mysigt hörn i trädgården"

## Historik
Uttrycket kan härledas till "Wein, Weib und Gesang" som är ett citat ur Matthias Claudius' tidskrift Wandsbecker Bote från 1775. Citatet, som i sin helhet lyder "Wer nicht liebt Wein, Weib, Gesang, der bleibt ein Narr sein Leben lang" (den som ej älskar vin, kvinnor och sång förblir en narr sin levnad lång). Uttrycket har felaktigt tillskrivits Martin Luther. Det är också namn på en vals från 1869 av Johan Strauss d. y., ursprungligen för manskör och orkester. 